# Deflorate
| Recensione | Giudizio |
| ---------- | -------- |
| AllMusic   |          |

Deflorate è un album studio del gruppo musicale statunitense The Black Dahlia Murder, pubblicato nel 2009. È arrivato in 43ª posizione nella Billboard 200.

## Tracce
Testi e musiche di Brian Eschbach, Trevor Strnad.
1. Black Valor – 3:09
2. Necropolis – 3:30
3. A Selection Unnatural – 2:50
4. Denounced, Disgraced – 3:43
5. Christ Deformed – 3:30
6. Death Panorama – 1:54
7. Throne of Lunacy – 3:34
8. Eyes of Thousand – 3:13
9. That Which Erodes the Most Tender of Things – 3:01
10. I Will Return – 5:34

## Formazione
- Trevor Strnad - voce
- Bart Williams - basso
- Shannon Lucas - batteria
- Ryan Knight - chitarra solista
- Brian Eschbach - chitarra ritmica